# Generation Next
Generation Next (en español: Generación siguiente) es el título del álbum debut de estudio oficial grabado por el grupo de bachata Aventura. Fue lanzado al mercado bajo el sello discográfico Premium Latin Music el 9 de noviembre de 1999 y el primero después de su cambio de nombre.

## Lista de canciones
| Generation Next |                                    |          |  |
| N.º             | Título                             | Duración |  |
| 1.              | «Cuándo volverás»                  | 3:31     |  |
| 2.              | «Alexandra»                        | 4:05     |  |
| 3.              | «Mujeriego»                        | 3:26     |  |
| 4.              | «La novelita»                      | 4:05     |  |
| 5.              | «Amor bonito»                      | 3:37     |  |
| 6.              | «No lo perdona Dios»               | 4:32     |  |
| 7.              | «El coro Dominicano»               | 4:23     |  |
| 8.              | «Dime si te gusto»                 | 4:27     |  |
| 9.              | «Un poeta enamorado»               | 4:14     |  |
| 10.             | «Si me dejas, muero»               | 4:44     |  |
| 11.             | «Cuándo volverás» (Versión Inglés) | 3:30     |  |